# アメリカアカオオカミ
アメリカアカオオカミ（米国赤狼、Canis rufus）は、哺乳綱ネコ目（食肉目）イヌ科イヌ属に分類される食肉類。

## 分布
アメリカ合衆国（ノースカロライナ州）
以前はテキサス州からフロリダ州にかけて、アーカンソー州、イリノイ州、インディアナ州、オクラホマ州、ミズーリ州などに分布していた。

## 形態
体長95-130センチメートル。尾長25-42.5センチメートル。体高60-79センチメートル。体重18-41キログラム。毛衣は灰色、淡褐色、褐色、淡黒褐色、黒など。吻端や耳介、四肢外側の毛衣は褐色で、尾の毛衣は黒い。背に黒色部がある。種小名rufusは「赤い」の意。
耳介は大型でやや長い。四肢は長い。

## 分類
分布域が重複すること、コヨーテとタイリクオオカミの中間型であることなどから、本種を種間雑種とする説もある。
コヨーテとタイリクオオカミの種間雑種説
1991年にWayneとJenksはミトコンドリアDNAと核DNAの解析により、本種はタイリクオオカミとコヨーテが自然交雑した雑種であるという説を発表。1996年にRoyらは1940年以前のDNA分析で同説を支持。
独立種説
2000年にWilson PJらは、ミトコンドリアDNAの解析で、コヨーテと本種、カナダ南東部のオオカミは、30-15万年前に分岐した種群で、タイリクオオカミとは異なる系統であるという説を発表、カナダ南東部の個体群を独立種Canis lycaonとして分割した。2003年にNowakは本種は独立種だが、C. lycaonはタイリクオオカミの亜種であると発表。2006年にKyleらは本種とC. lycaonが同一種であると発表。
タイリクオオカミの亜種説
2005年、Wilson DEらは本種もC. lycaonもタイリクオオカミの亜種であると主張。

## 生態
森林、草原、水辺などの様々な環境に生息する。夜行性だが、冬季になると昼間も活動する。80-100平方キロメートルの行動圏内で生活する。ペアもしくはその幼獣からなる小規模な家族群を形成し生活する。
食性は動物食傾向の強い雑食で、主に哺乳類（齧歯類、ウサギ、シカなど）を食べるが、昆虫、甲殻類、動物の死骸なども食べる。
繁殖形態は胎生。妊娠期間は60-63日。樹洞や砂地に掘った穴、他の動物の古巣などで1回に最大12頭（主に3-7頭）の幼獣を産む。授乳期間は8-9週間。生後22-46か月で性成熟する。

## 人間との関係
家畜を襲う害獣とみなされることもあった。
開発による生息地の破壊、害獣としての駆除、開発に伴い本種の生息地に侵入したコヨーテとの交雑などにより生息数は減少した。1960年代には純血個体はテキサス州とルイジアナ州の海岸部を除いて絶滅し、飼育下におかれた野生個体も1989年に絶滅した。1975年に野生個体をタコマ動物園に集めて飼育下繁殖させることが決定した。飼育下繁殖された個体がノースカロライナ州の国立保護区に再導入され、サウスカロライナ州およびフロリダ州の島嶼にある保護区にも放獣された。1992年における個体数は204頭、1995年における個体数は289頭だが、多くを飼育個体（1996年における再導入された野生個体は約60頭）が占める。